# オジーリア
オジーリア(伊: Osiglia)は、イタリア共和国リグーリア州サヴォーナ県にある、人口約500人の基礎自治体（コムーネ）。

## 地理

### 位置・広がり

#### 隣接コムーネ
隣接するコムーネは以下の通り。
- ボルミダ
- カリッツァーノ
- ミッレージモ
- ムリアルド
- パッラーレ
- リアルト

## 行政

### 分離集落
オジーリアには、以下の分離集落（フラツィオーネ）がある。
- Barberis, Cavallotti, Giacchini, Monte, Orticeti, Ponzi, Ronchi